# Čučma
Čučma es un municipio del distrito de Rožňava en la región de Košice, Eslovaquia, con una población estimada a final del año 2024 de 588 habitantes.
Se encuentra ubicado al oeste de la región, en la cuenca hidrográfica del río Hernád, y cerca de la frontera con la región de Banská Bystrica y Hungría.

## Demografía
| Año        | 1994 | 2004     | 2014     | 2024     |
| ---------- | ---- | -------- | -------- | -------- |
| Población  | 508  | 586      | 657      | 588      |
| Diferencia |      | +15,35 % | +12,11 % | −10,50 % |

| Año        | 2023 | 2024    |
| ---------- | ---- | ------- |
| Población  | 585  | 588     |
| Diferencia |      | +0,51 % |